# Turó de Sant Jordi
El Turó de Sant Jordi és una muntanya de 175 metres que es troba al municipi de Maçanet de la Selva, a la comarca de la Selva.
Al capdamunt es troba el Castell de Torcafelló.